# الخروف (إب)

تعديل مصدري - تعديل

الخروف محلة تابعة لقرية رجاح، التابعة لعزلة شعب يافع بمديرية إب إحدى مديريات محافظة إب في الجمهورية اليمنية.، بلغ تعداد سكانها 46 حسب تعداد اليمن لعام 2004.